# Ageuzie
Ageuzia (din grecescul: a "fără" și geusis "gust") este o stare patologică caracterizată prin diminuarea sau pierderea simțului gustului.
Se datorează unor leziuni localizate în centrii nervoși superiori din scoarța cerebrală sau paralizii faciale.